# Ninibeth Beatriz Leal Jiminez
Ninibeth Beatriz Leal Jiménez (Maracaibo, 26 de novembro de 1971) é uma modelo e rainha da beleza da Venezuela que venceu o concurso Miss Mundo 1991.
Ela foi a quarta de seu país a vencer este título, tendo sido antecedida por Carmen Susana Dujim Zubillaga em 1955, Pilin León em 1981 e Astrid Carolina Herrera em 1984.
É algumas vezes citada na imprensa apenas como Nina Beynon.

## Biografia
Ninibeth era uma estudante de Engenharia quando decidiu participar dos concursos de beleza.
Foi casada com empresário e milionário australiano Travers Beynon, com quem teve dois filhos, e desde seu casamento vive na Austrália. 

## Participação em concursos de beleza

### Miss Venezuela 1991
No Miss Venezuela 1991, representando Zulia, Ninibeth ficou em 2º lugar, o que lhe deu o direito de ir ao Miss Mundo meses depois. 

### Miss Mundo 1991
Aos 20 anos de idade, em Atlanta, nos Estados Unidos, Ninibeth derrotou outras 78 candidatas e foi coroada Miss Mundo 1991. 

## Vida após os concursos

### Vida pessoal
Segundo o Daily Mail em 2015, após vencer o Miss Mundo e antes de se casar, ela teve uma vida glamourosa. 
Casou-se com empresário e milionário australiano Travers Beynon, com quem teve dois filhos, Valentino e Lucianna, e segundo o Gold Coast Bulletin, as coisas teriam começado a ir mal no casamento em 2011. Em 2015 o Daily Mail escreveu que ela ainda usava o sobrenome do ex-marido, Beynon.
Também 2015 o Gold Coast Bulletin escreveu que ela estava reconstruindo sua vida em Brisbane, na Austrália. Ela falou para a publicação: "Não tenho nada com Travers e não estou interessada em falar sobre isto".
Em 2019 o The Sun escreveu que ela não tinha mais contado com os filhos, porque havia perdido a guarda de ambos para o pai.

### Filmografia
Em 1995 ela estrelou o filme Rosa di Francia com o ator venezuelano Victor Camara.

## Curiosidade
- O The Sun escreveu em 2019 que sua filha Lucianna estava seguindo os passos da mãe e havia iniciado carreira na modelagem.